# Sphagnophylax meiops
Sphagnophylax meiops är en nattsländeart som beskrevs av Wiggins och Winchester 1984. Sphagnophylax meiops ingår i släktet Sphagnophylax och familjen husmasknattsländor. Inga underarter finns listade i Catalogue of Life.